# أفياء فلبيني
أفياء فلبيني أو أفياء فلبيني شمالي أو النسر الصقري الفلبيني (الاسم العلمي Nisaetus philippensis)، كان يُصنف في السابق ضمن طيور جنس العقبان البازية النمطية (Spizaetus). طائر جارح من جنس أفياء وفصيلة البازية. موطنه الفلبين. موائله الطبيعية أراضي الغابات الرطبة المنخفضة الشبه الاستوائية أو المدارية. وهو مهدد بفقد موائله الطبيعية.